# Glenmavis (Schottland)

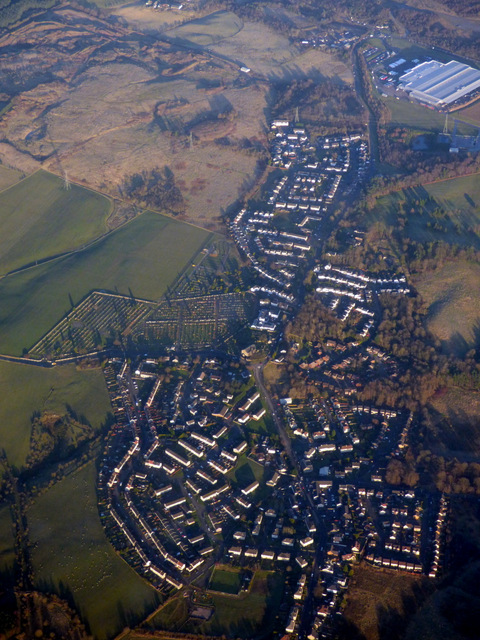
Glenmavis im Luftbild

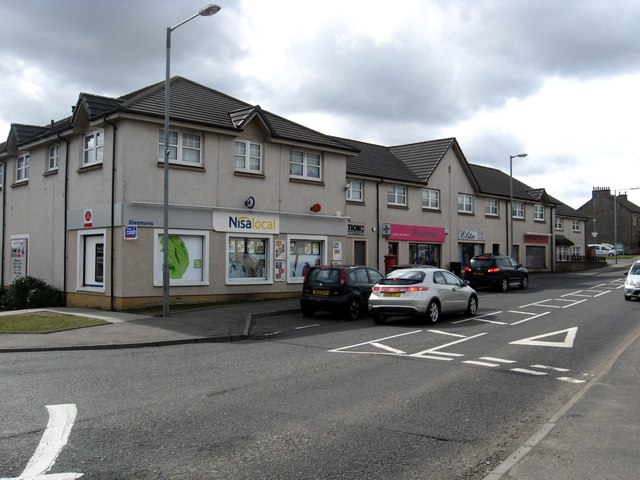
Die Ortsmitte von Glenmavis

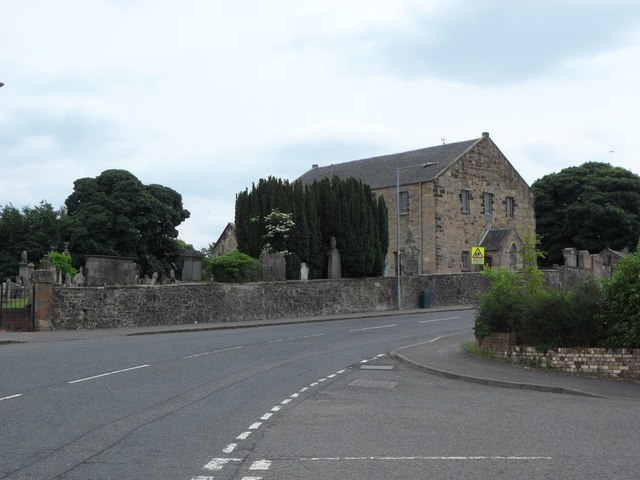
Die Kirche und der Friedhof

Glenmavis ist eine Gemeinde (Community Council Area), die östlich von Glasgow in der Region North Lanarkshire in Schottland liegt.

## Geographie
Glenmavis liegt im Westen der Central Lowlands in einer flachwelligen Landschaft, etwa drei Kilometer nordöstlich von Airdrie entfernt. Eine Ortschaft in der Nähe ist Stand im Nordosten.

## Historisches
Im Rahmen der historischen Gliederung Schottlands in Civil Parishes zählt Glenmavis zu New Monkland, das zu Lanarkshire gehörte, und wo der Ort das administrative Zentrum ist. Hier sind drei Gebäude als Listed Building in der Kategorie B ausgewiesen worden. Diese sind die Kirche New Monkland Parish Church, der Friedhof mit dem Eingangshaus sowie das Bauernhaus Braidenhill Farmhouse. Nachdem die Civil Parishes aufgelöst worden waren, wurde Glenmavis zu einer der 54 Community Council Areas erklärt.

## Wirtschaft
Wirtschaftlich von Bedeutung waren in Glenmavis mehrere Bergwerke, in denen Kohle abgebaut wurde, und die in den 1970er Jahren geschlossen wurden. Später entstand, nordwestlich des Ortes, eine Anlage zum Speichern von Flüssigerdgas.

## Verkehr
In Glenmavis kreuzen sich zwei überregionale Straßen. Es sind die B802, die von Kilsyth kommt und in Chapelhall endet, sowie die B803, die Falkirk mit Coatbridge verbindet.